# Палацо (Римини)
Палацо је насеље у Италији у округу Римини, региону Емилија-Ромања.
Према процени из 2011. у насељу је живело 93 становника. Насеље се налази на надморској висини од 59 м.